# Dépolymérisation

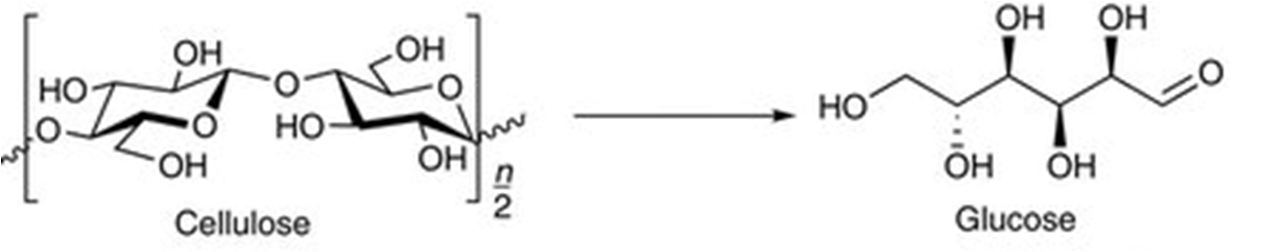
Dépolymérisation par hydrolyse de la cellulose en glucose

La dépolymérisation  est le processus de conversion d'un polymère en monomère ou en un mélange de monomères. Ce processus est entraîné par une augmentation de l'entropie.
Un cas particulier de la dépolymérisation est la dépropagation (unzipping en anglais). Celle-ci se déroule par une séquence répétitive de réactions chimiques progressant le long d'une macromolécule et donnant des produits, généralement des molécules monomères et des chaînes de plus en plus courtes à chaque étape de la réaction. La dépropagation est considérée comme l'inverse de l'étape de propagation d’une polymérisation en chaîne.

## Température plafond
La tendance des polymères à dépolymériser est indiquée par leur température plafond. À cette température, l'enthalpie de polymérisation correspond à l'entropie acquise en convertissant une grosse molécule en monomères. Au-dessus de la température plafond, la vitesse de dépolymérisation est supérieure à la vitesse de polymérisation, ce qui inhibe la formation du polymère donné.

## Applications
La dépolymérisation est un processus très commun dans le monde biologique. 
La digestion d'aliments passe par la dépolymérisation de macromolécules, telles que des protéines et l'amidon. La biodégradation (du bois mort par exemple) mobilise aussi des processus de dépolymérisation.
Une dépolymérisation plus ou moins artificielle est également à l'oeuvre dans la production de produits chimiques et de combustibles à partir de la biomasse. Dans ce cas, des réactifs sont généralement requis. Un cas simple est l'hydrolyse de la cellulose en glucose :
H(C6H10O5)nOH + (n-1) H2O → n C6H12O6
Généralement, ce dernier procédé nécessite un catalyseur acide.

### le cas particulier du recyclage chimique des plastiques
Un des modes espérés de Valorisation des déchets en matière plastique est le « recyclage chimique » de monomères issus de processus industrialisés de dépolymérisation (chimique et/ou thermique) de matières plastiques. 
Le recyclage chimique est défini par Crippa et al. (2O19) comme « toute technologie de retraitement utilisant des agents chimiques ou des processus qui affectent directement soit la formulation du plastique, soit le polymère lui-même ».
Selon un rapport réalisé par Eunomia Research & Consulting, il existe des applications de niches pour cette approche, mais l'industrie du recyclage chimique a néanmoins besoin pour se développer de flux réguliers de déchets plastique, propres et homogènes. Si la dépolymérisation est bien maîtrisée, des monomères purs peuvent alors être récupérés, par exemple après pyrolyse (qui est cependant très consommatrice d'énergie, et très polluante si mal maitrisée), ou après gazéification du plastique ; ces deux procédés, en général, aboutissent à la production d'une sorte d' "huile" de monomère, pouvant, après traitement des additifs et colorants éventuels, être recyclée en de nouvelles matières plastiques. 
Mais dans d'autres cas, comme celui du polyéthylène, la dépolymérisation n'est pas encore contrôlable, et produit un mélange de composés chimiques, souvent encore contaminés par des produits toxiques et/ou indésirables, et plus difficiles ou plus couteux à recycler que le plastique broyé issu du tri mécanique. Ce rapport (2023) regrette un manque général de transparence de la part de l'Industrie, et conclut à un manque de preuves solides permettant de vérifier les allégations, ou de se prononcer sur la viabilité de ces technologies. Des expérimentations de laboratoire démontrent des possibilités prometteuses de dépolymériser le plastique à échelle industrielle, mais ne démontrent pas encore leur viabilité technico-économique en conditions réelles (soit en raison de lacune de connaissances encore à combler, soit en raison de réponses défavorables qui ne seraient pas dites, notamment concernant la dangerosité des produits chimiques nécessaires ou générés. Dans certains cas, une « boucle infinie » de recyclage est théoriquement possible, car le matériau lui-même n'est pas dégradé lors de chaque « boucle » de recyclage, mais en réalité (avec la pyrolyse notamment), des pertes, souvent importantes, ont lieu à chaque cycle de recyclage, imposant un apport de polymère neuf, impliquant actuellement dans la plupart des cas des hydrocarbures fossiles.
Eunomia, fin 2020, plaide pour que les aides à l'investissement soient réservées aux entités « qui s'engagent librement à améliorer la compréhension autour des éléments encore lacunaires ».